# PHL 293B
PHL 293B aussi connu comme la galaxie naine de Kinman est une pâle compagne de la galaxie naine de faible métallicité PHL 293 située à environ 22,6 Mpc (∼73,7 millions d'al) de la Voie lactée dans la constellation du Verseau. 
Ce nom sert également à identifier une possible explosion ou l'imposteur stellaire d'une supernova qui serait disparue.
En juin 2020, des astronomes affirment qu'elle serait disparue, sans toutefois savoir avec certitude les raisons de cette disparition.

## Historique d'observation
PHL 293 est listée comme la 293e entrée du catalogue des pâles étoiles bleues publié par Guillermo Haro et Willem Jacob Luyten en 1962.
En 1965, Thomas Kinman observe deux pâles compagnes de HL 293, distantes d'environ 1 minute d'arc ; il les appelle A et B. HL 293 B est décrite comme non stellaire et produisant un jet. Son décalage vers le rouge est mesuré, ce qui permet d'indiquer que c'est un objet extragalactique à 22,6 MPc. Elle est parfois appelée « naine de Kinman ».
Depuis, l'acronyme « PHL » est appliqué pour les distinguer des entrées dans les autres catalogues HL ; les astronomes l'appellent couramment « PHL 293 B ».
La galaxie a été classée comme naine compacte bleue, un type de petite galaxie irrégulière qui se distingue par sa production élevée d'étoiles.
Elle a été observée en 2001. 
Le spectre de PHL 293B est inhabituel pour deux raisons : faible métallicité et large raie spectrale de l'hydrogène semblable au profil P Cygni. La raie d'émission proviendrait d'une étoile variable lumineuse bleue dans la galaxie qui serait en train d'exploser, mais cette hypothèse n'est pas couramment admise. Une hypothèse concurrente affirme qu'il s'agirait d'une supernova à effondrement de cœur de type IIn. 
Cette caractéristique de la raie d'émission a pâli en 2019, puis elle est disparue à la fin de l'année.
En juin 2020, PHL 293B serait disparue. 
Des astronomes envisagent deux hypothèses : elle aurait été absorbée par un trou noir sans devenir supernova ou elle serait masquée par un nuage de poussières.